# Chrysaora quinquecirrha
Chrysaora quinquecirrha és una espècie de medusa de la classe dels escifozous pròpia d'estuaris atlàntics. Té forma de campana simètrica semitransparent a ratlles i taques vermelles, ataronjades o marrons. Les que no tenen ratlles tenen una umbel·la blanca o opaca. El seu verí és letal per a petites preses, però no per als éssers humans excepte en el cas de reacció al·lèrgica. Manquen de sistemes respiratori i excretor i posseeixen uns tentacles per atrapar l'aliment i dirigir-lo a una boca localitzada en el centre que obre a una cavitat gastrovascular.